# Deutschland, Deutschland über alles

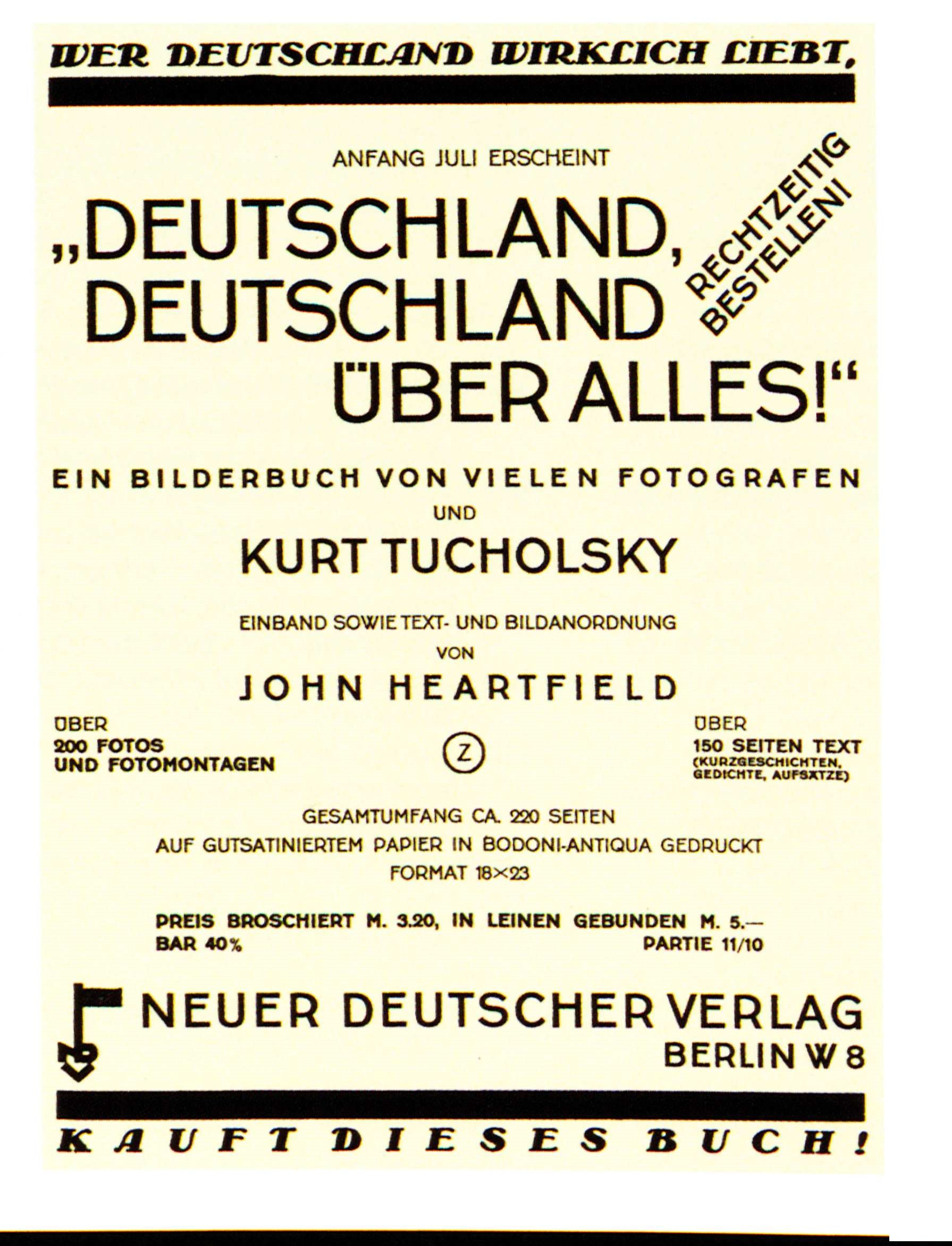
Ankündigung des Erscheinens von Deutschland, Deutschland über alles, 1929

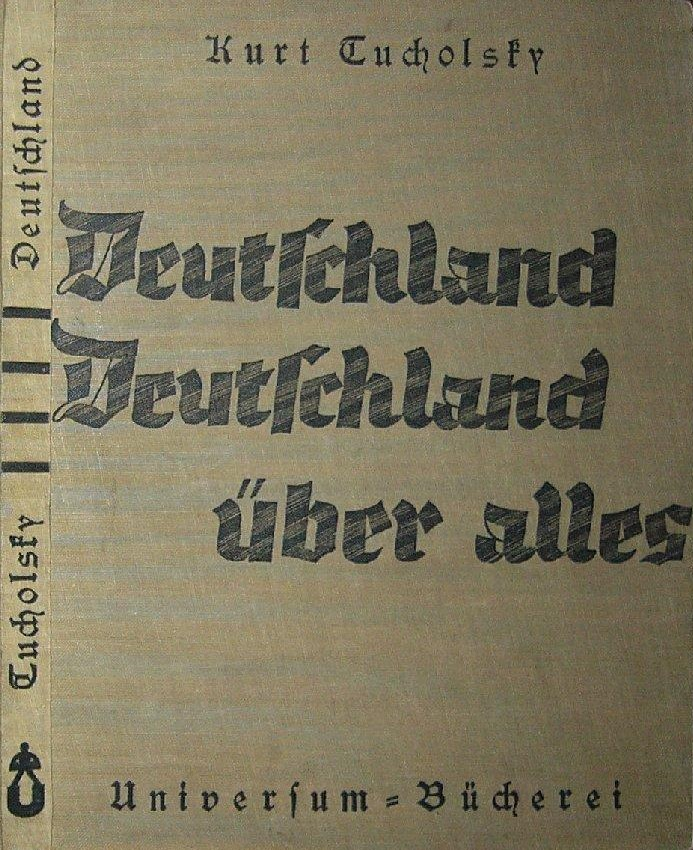
Das Buch in der Ausstattung der Universum Bücherei für alle, 1929

Deutschland, Deutschland über alles ist ein Buch von Kurt Tucholsky und John Heartfield, das zuerst 1929 im kommunistischen Neuen Deutschen Verlag in Berlin erschien. Das gesellschaftskritische Werk, das rund hundert Foto-Text-Montagen enthält, zählt zu den bekannteren Werken Tucholskys. Es war eine der umstrittensten literarischen Publikationen der Weimarer Republik. Bis heute wurden mehr als 100.000 Exemplare gedruckt.

## Besondere Form
Der vollständige Titel des Buches lautet Deutschland, Deutschland über alles: ein Bilderbuch. Von Kurt Tucholsky und vielen Fotografen. Montiert von John Heartfield. Schon im Titel ist also das Zusammenspiel von Text und Bild angesprochen, das Deutschland, Deutschland über alles charakterisiert: Dokumentarfotografien und Fotomontagen werden darin mit (literarischen) Texten Tucholskys kombiniert, wobei die Texte die Bilder häufig nicht einfach dokumentarisch erläutern, sondern das Abgebildete umdeuten oder kritisch kommentieren. Auch das Zusammenspiel von Text und Bild kann mit den Begriffen der Montage und Collage bezeichnet werden, die für die ästhetische Diskussion in Film, Literatur und Kunst zu Beginn des 20. Jahrhunderts eine wichtige Rolle spielte. Einige der Text-Bild-Kombinationen in Deutschland, Deutschland über alles („Statistik“, „Nie allein“) können als frühe Fotoromane bezeichnet werden.
Das literarisch-künstlerische Verfahren, Fotos und Texte in Kontrast zu setzen, gehört heute zum Standardrepertoire der (Bild-)Satire; zur Zeit der Weimarer Republik war es noch relativ neuartig. Tucholsky schrieb dazu 1930, ein Jahr nach Erscheinen des Sammelbandes:

„Ich habe mit Heartfield zusammen in meinem ›Deutschland, Deutschland über alles‹ versucht, eine neue Technik der Bildunterschrift zu geben, eine Technik, der ich jetzt häufig, auch in illustrierten Blättern, begegne. […] Es kommt darauf an, die Fotografie – und nur diese noch ganz anders zu verwenden: als Unterstreichung des Textes, als witzige Gegenüberstellung, als Ornament, als Bekräftigung – das Bild soll nicht mehr Selbstzweck sein.“

Dabei hatte das Verfahren durchaus Vorläufer: Die Kunstform der (spannungsreichen) Kombination von Bild und Text ist seit der Renaissance bekannt und wird literaturgeschichtlich als Emblem bezeichnet.

## Inhalt und Themen

### Titel
Der Buchtitel zitiert außerdem die erste Strophe der Deutschlandhymne aus dem Jahr 1841, die 1922 von Reichspräsident Friedrich Ebert als Nationalhymne festgelegt worden war. Tucholsky nennt Deutschland, Deutschland über alles zu Beginn des Buchs kritisch „jene Zeile aus einem wirklich schlechten Gedicht, das eine von allen guten Geistern verlassene Republik zu ihrer Nationalhymne erkor“.

### Motto (S. 9)
Als Motto bzw. Präambel ist dem Buch in satirischer Absicht ein Abschnitt aus Friedrich Hölderlins Roman Hyperion (1797/99) vorangestellt, der mit den Sätzen beginnt:

„So kam ich unter die Deutschen. Ich forderte nicht viel und war gefaßt, noch weniger zu finden. Demütig kam ich, wie der heimatlose blinde Oedipus zum Tore von Athen, wo ihn der Götterhain empfing; und schöne Seelen ihm begegneten – Wie anders ging es mir!“

### Hauptteil (S. 10–225)
In einer „Vorrede“ erklärt Tucholsky, was die folgenden rund einhundert Foto-Text-Zusammenstellungen verbindet: „Es [dieses Buch] will aber versuchen, aus Zufallsbildern, aus gewollten Bildern, aus allerhand Photos das Typische herauszuholen, soweit das möglich ist. Aus allen Bildern zusammen wird sich dann Deutschland ergeben – ein Querschnitt durch Deutschland.“ Das Buch umfasst eine Reihe ganz verschiedener literarischer Formen: Neben zwanzig Gedichten und Chansons („Aussperrung“, „Start“) enthält der Band Fotostories („Statistik“, „Nie allein“), ein Dramolett zur deutschen Justiz („Wiederaufnahme“), Monologe („Herr Wendriner kauft ein“) und Dialoge („Ich bin ein Mörder“), humoristische Bildunterschriften („Der Reichstagsabgeordnete“), Parabeln („Die Feuerwehr“), satirische Kurzprosa („Götzen der Maigoto-Neger“), dazu klassische Feuilletons („Treptow“), kulturkritische Essays und Theaterberichte („Der Linksdenker“ über einen Auftritt von Karl Valentin) sowie weitere literarische und journalistische Formen.
Die Themen, die Tucholsky in seinem Buch anspricht, beziehen sich vor allem auf die damalige politische und gesellschaftliche Situation Deutschlands. Der Erste Weltkrieg war 1918 zu Ende gegangen, die Revolution von 1918/19 war mit ihren radikalen Anliegen gescheitert, die deutsche Hyperinflation war erst seit 1923 wieder unter Kontrolle. Die finanziellen und psychologischen Auswirkungen dieser Ereignisse prägten die deutsche Gesellschaft; auch eine wirklich gefestigte Demokratie existierte in der ersten deutschen Republik noch nicht. Wilhelminisch geprägter Militarismus und Nationalismus waren immer noch an der Tagesordnung; starke soziale Gegensätze und das Fortbestehen der Klassengesellschaft teilten die Gesellschaft. Tucholsky griff die monarchistische Umtriebe und die soziale Ungerechtigkeit seiner Zeit scharf an. Ein weiteres Ziel seiner Angriffe: die inhumane Rechtsprechung deutscher Gerichte. Auch neigte die Justiz dazu, unverhältnismäßig hohe Strafen für linke Gewalttäter auszusprechen, während rechtsgerichtete Täter oft ungeschoren davonkamen. Doch nicht alle Themen, die in Deutschland, Deutschland über alles angesprochen werden, sind gesellschaftskritisch: So wurden auch verhältnismäßig unpolitische Texte zu zeitgenössischem Theater, Literatur, Kabarett, Architektur und Freizeitgestaltung aufgenommen.

### Letztes Kapitel (S. 226–231)
Im letzten Kapitel der Werks, „Heimat“, plädiert Tucholsky für eine Heimatverbundenheit jenseits von Politik und Staat und vor allem jenseits von nationalistischem Pathos. Deutschland könne und solle Menschen unabhängig von ihren politischen Ansichten eine Heimat sein.

„Und hier stehe das Bekenntnis, in das dieses Buch münden soll:
Ja, wir lieben dieses Land. Und nun will ich euch mal etwas sagen: Es ist ja nicht wahr, dass jene, die sich ›national‹ nennen und nichts sind als bürgerlich-militaristisch, dieses Land und seine Sprache für sich gepachtet haben. Weder der Regierungsvertreter im Gehrock, noch der Oberstudienrat, noch die Herren und Damen des Stahlhelms allein sind Deutschland. Wir sind auch noch da. Sie reißen den Mund auf und rufen: ‚Im Namen Deutschlands …!‘ Sie rufen: ‚Wir lieben dieses Land, nur wir lieben es.‘ Es ist nicht wahr.“

## Entstehungsgeschichte und Wirkung
Vor dem Erscheinen von Deutschland, Deutschland über alles hatte Tucholsky bereits gemeinsam mit Heartfield rund fünfzig agitatorische Couplets und Gedichte in der Arbeiter-Illustrierte-Zeitung (1921–1938) publiziert. Viele dieser Gedichte wurden in Deutschland, Deutschland über alles übernommen. Die Zusammenstellung des Buches ist wohl vor allem Heartfield zuzuschreiben. Tucholsky gab beispielsweise später in verschiedenen Briefen zu, die umstrittene Fotomontage „Tiere sehen dich an“, die verschiedene deutsche Generäle zeigt, sei von Heartfield ohne sein Wissen in das Buch aufgenommen worden.
Tucholsky hatte mit Deutschland, Deutschland über alles einen seiner größten Bucherfolge; in den ersten zehn Tagen wurden über 12.000 Exemplare verkauft. Der Börsenverein der Deutschen Buchhändler versuchte einen Boykott durchzusetzen und lehnte Anzeigenwerbung für den Titel ab. Der Kritiker Herbert Ihering griff Tucholsky nach dem Erscheinen des Buches in der Zeitschrift Das Tage-Buch mit folgenden Worten an:

„Es scheint mir eine Polemik ohne Risiko zu sein, wenn Tucholsky immer wieder auf dieselben Themen losschlägt, wenn er immer wieder gegen dasselbe Militär, gegen dieselbe Justiz mit einer zwar oft treffenden, sehr amüsanten, sehr wirkungsvollen Typenschilderung losgeht. Es wäre aber wichtig, in dem Buch Deutschland, Deutschland über alles zu sagen, daß in anderen Ländern dieselben Züge zu erkennen sind, und wirklich einmal die soziale und geistige Struktur Deutschlands und der anderen europäischen Länder aufzuzeigen.“

## Stimmen zum Buch
„Wer heute das Buch in die Hand nimmt, kommt sofort darauf, daß in der Gesellschaft, die es beschrieb, ein Kriegszustand an der Tagesordnung war. John Heartfields Photoauswahl macht es deutlich: da sind der fette Prinz Eitel Friedrich zu sehen und jene, die vom Sterben leben, Bäuche, in Uniformen eingeschnürt, vor denen ein sich militärisch gebender Zivilist die Parade abnimmt.“

## Ausgaben (Auswahl)
- Deutschland, Deutschland über alles. Ein Bilderbuch von Kurt Tucholsky und vielen Fotografen. Montiert von John Heartfield. Universum Bücherei für alle, Berlin 1929 (Erstausgabe).
- Deutschland, Deutschland über alles. Ein Bilderbuch von Kurt Tucholsky und vielen Fotografen. Montiert von John Heartfield. Rowohlt Verlag, Reinbek bei Hamburg 1996, ISBN 3-499-14611-8 (Taschenbuchausgabe).
- Deutschland, Deutschland über alles. Kurt Tucholsky: Gesamtausgabe, Band 12. Hrsg. von Antje Bonitz, Sarah Hans. Rowohlt, Reinbek bei Hamburg 2004, ISBN 978-3-498-06541-6.

## Links
- Volltext von Deutschland, Deutschland über alles im Internet Archive, die Fotos sind allerdings nicht optimal zu erkennen
- Montagen von John Heartfiel für Deutschland, Deutschland über alles. Heartfield online, Katalog des grafischen Nachlasses im Archiv der Akademie der Künste, Berlin
- Kurt Tucholsky: Deutschland, Deutschland über alles. Eintrag aus Kindlers Neues Literaturlexikon auf der Website des Deutschen Historisches Museum, Berlin